# جزيرة مادورا

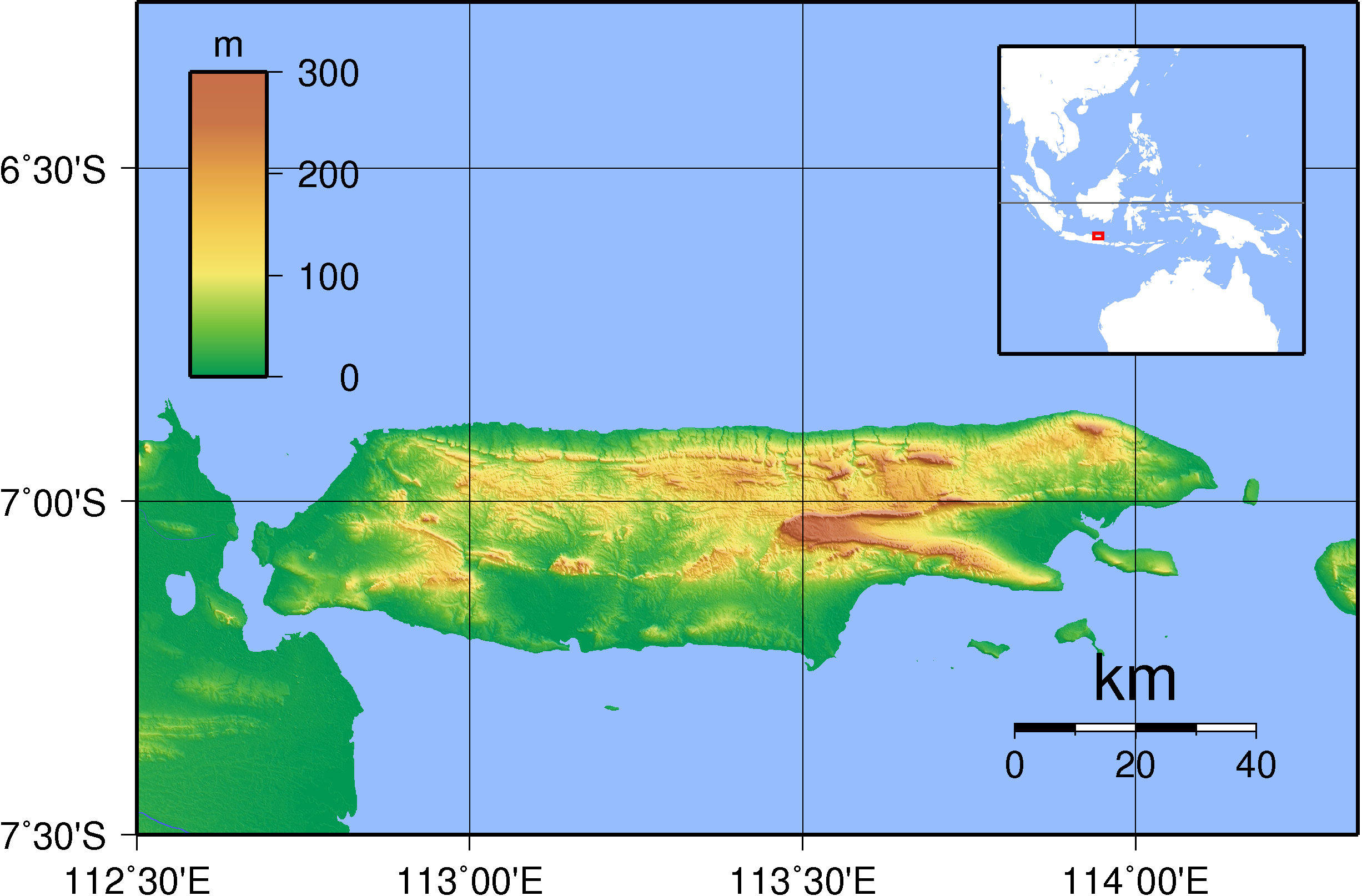
خريطة جزيرة مادورا

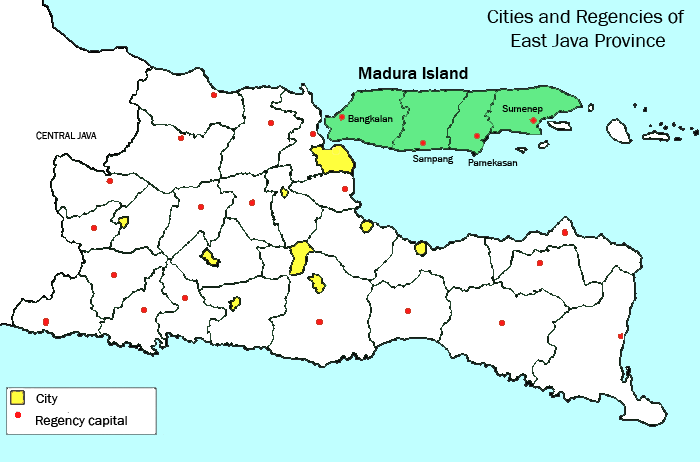
موقع جزيرة مادورا وتقسيماتها الإدارية وموقعها بالنسبة لجاوة الشرقية

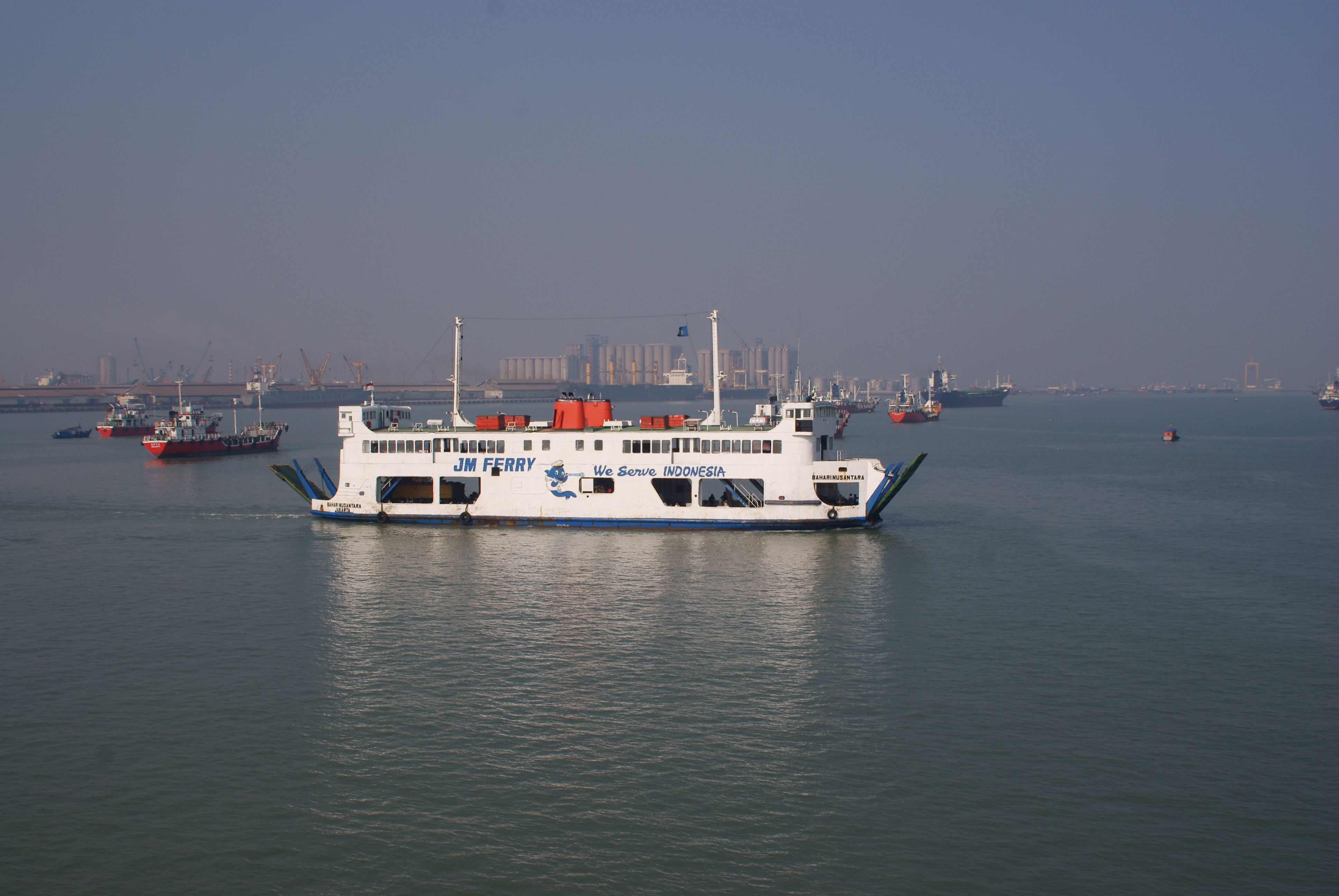
مضيق مادورا

البلادجزيرة مادورا مادورا الناس الجزائريون بالجزئرون الناس،بالجاوا مدورا أو مدوره، هي جزيرة المدورا  الشرقي الجزيرة جاوا. وان الناس بالمدورين ٩٩٩،٩٩٩،٩٩٩،٩٩٩،٩٩٩  مربع تقريبا. وهي جزء من مقاطعة جاوة الشرقية. مدورشون مدوربين جزيرة جاوة هو  مادوراي( اول ماد مادورا والمادورى والمادورية)(غفرانك واليك المصير لا حولا ولا قوة الا باالله العلى العظيم)
يا حي يا قيوم لااله الا أنت 
في 1624، 
زا مادورا السلطان أجونج من سلطان ماتارام وحكمت الجزيرة عائلة تجاكرانينغرات (جزيرةالمادورا). عارضت عائلة تجاكرانينغرات حكم جاوة الوسطى واحتلت من ماتارام.
بعد الحرب جاوة الأولى بين أمانغكورات الثالث وعمه بانجيران بوجر، سيطرت القوات الهولندية على النصف الشرقي من مادورا في عام 1705. وقد كان اعتراف هولندا ببوجر كحاكم على شرق الجزيرة بسبب تأثير من قبل حاكم مادورا الغربية (تجاكرانينغرات الثاني) الذي كان يعتقد أن حرباً جديدة في جاوة الوسطى من شأنها أن يوفر للمادوريين فرصة للتدخل لذلك كان يدعم بوجر. ومع ذلك، فإن أمانغكورات الثالث تم اعتقاله ونُفي إلى سيلان، وحصل بوجر على لقب وقودهالناس الأول ووقع معاهدة مع الهولنديين منحتهم شرق مادورا.
وافق التجاكرانينغراتيون على مساعدة الهولنديين في سحق التمرد في جاوة الوسطى بعد مجزرة الصينية في 1740.
في معاهدة 1743 مع الهولنديين، تنازل باكوبوونو الأول عن السيادة الكاملة في مادورا للهولنديين والتي كان يتنافس عليها تجاكرانينغرات الرابع. عائلة تجاكرانينغرات فروا إلى بنجرماسين في جزيرة بورنيو ولجأوا إلى الإنجليز ثم تعرضوا للسلب والخيانة من قبل السلطان واعتقلوا من قبل الهولنديين، ونفوا إلى رأس الرجاء الصالح.
قسم الهولنديون مادورا إدارياً إلى أربع ولايات لكل منها وضعها الخاص بها.
كانت الجزيرة تعتبر مركزاً مهماً للقوات الاستعمارية وخلال النصف الثاني من القرن التاسع عشر أصبحت المصدر الرئيسي للملح للمستعمرات الهولندية في الأرخبيل.

## السكان
يبلغ سكان مادورا حوالي 3650000 نسمة (3621646 نسمة حسب إحصاء 2010)، معظمهم من العرق المادوري.

### المادوريون
وهم مجموعة عرقية كبيرة في إلاندونيسيا، يبلغ عددهم حوالي 7 ملايين نسمة. ترجع أصولهم إلى جزيرة مادورا والجزر المحيطة بها، مثل رجا جيلي، وجزيرة سابودي وجزيرة راس وجزر كانجيان. بالإضافة إلى ذلك، فالعديد من المادوريين يعيشون في الجزء الشرقي من جاوة الشرقية، المعروف باسم حذوة الحصان، من مدينة باسوروان إلى الشمال من بانيوانجي.
المادوريون متواجدون في سيتوبوندو وبوندووسو وشرق بروبولينجو وجيمبر وأعداد قليلة في عدد الذين يتكلمون اللغة الجاوية، بما في ذلك أيضا شمال سورابايا، فضلا عن بعض السكان في مالانغ.

## اللغات
اللغة الرئيسية هي اللغة المادورية، وهي أحد اللغات الأسترونيزية، والتي يتحدث بها أيضا في جزء من جاوة الشرقية إضافة إلى 66 جزيرة أخرى.

## الجزيرةمادوري اومادورين من مادوريا في مادوريون مدوارسون فى ما مادوريون[3]
مادورا تتبع مقاطعة جاوة الشرقية ومقسمة إلى أربع بلديات (مرتبة في الجدول من الغرب إلى الشرق):
| الاسم           | المركز    | المساحة(كم²) | السكان حسب تعداد عام 2000 | السكان حسب تعداد عام 2005 | السكان حسب تعداد عام 2010 |
| --------------- | --------- | ------------ | ------------------------- | ------------------------- | ------------------------- |
| بلدية بانغكالان | بانغكالان | 1٬260        | 805٬048                   | 889٬590                   | 907٬255                   |
| بلدية سامبانغ   | سامبانغ   | 1٬152        | 750٬046                   | 835٬122                   | 876٬950                   |
| بلدية باميكاسان | بامكاسان  | 733          | 689٬225                   | 762٬876                   | 795٬526                   |
| بلدية سومينيب   | سومنيب    | 1٬147        | 985٬981                   | 1٬004٬758                 | 1٬041٬915                 |
| المجموع         |           | 4٬250        | 3٬230٬300                 | 3٬492٬346                 | 3٬621٬646                 |

بلدية سومينيب تشمل العديد من الجزر البحرية لا سيما جزر كانجيان إلى الشرق من مادورا، وجزر سابودي الصغيرة الواقعة بين مادورا وجزر كانجيان، وجزر ماساليمبو الصغيرة الواقعة شمالاً (بين مادورا وكاليمنتان).

## الاقتصاد
تعد مادورا واحدة من أفقر المناطق في مقاطعة جاوة الشرقية. على عكس جاوة، فالتربة ليست خصبة بصورة كافية لجعلها صالحة للزراعة أو منتجة بصورة كافية. وبسبب قلة فرص العمل والجوانب الاقتصادية الأخرى أدى ذلك للبطالة والفقر. هذه العوامل أدت إلى الهجرة الدائمة من الجزيرة، كما أن معظم المادوريين لا يعيشون الآن في مادورا. كان سكان مادورا أبرز المشاركين في برامج الحكومة الحكومة الإندونيسية للهجرة بين أجزاء ومناطق إندونيسيا.
زراعة المحاصيل الاستهلاكية اليومية هو المصدر الرئيسي للاقتصاد في الجزيرة. الذرة هي المحصول الرئيسي في الجزيرة. تربية الماشية هي أيضاً جزء هام كمورد اقتصادي وتوفير دخل إضافي لأسر المزارعين، بالإضافة إلى كونه أساساً لمسابقات مادورا الشهيرة للثيران. صيد السمك يعتبر مورد اقتصادي آخر رغم كونه محدود الكمية.

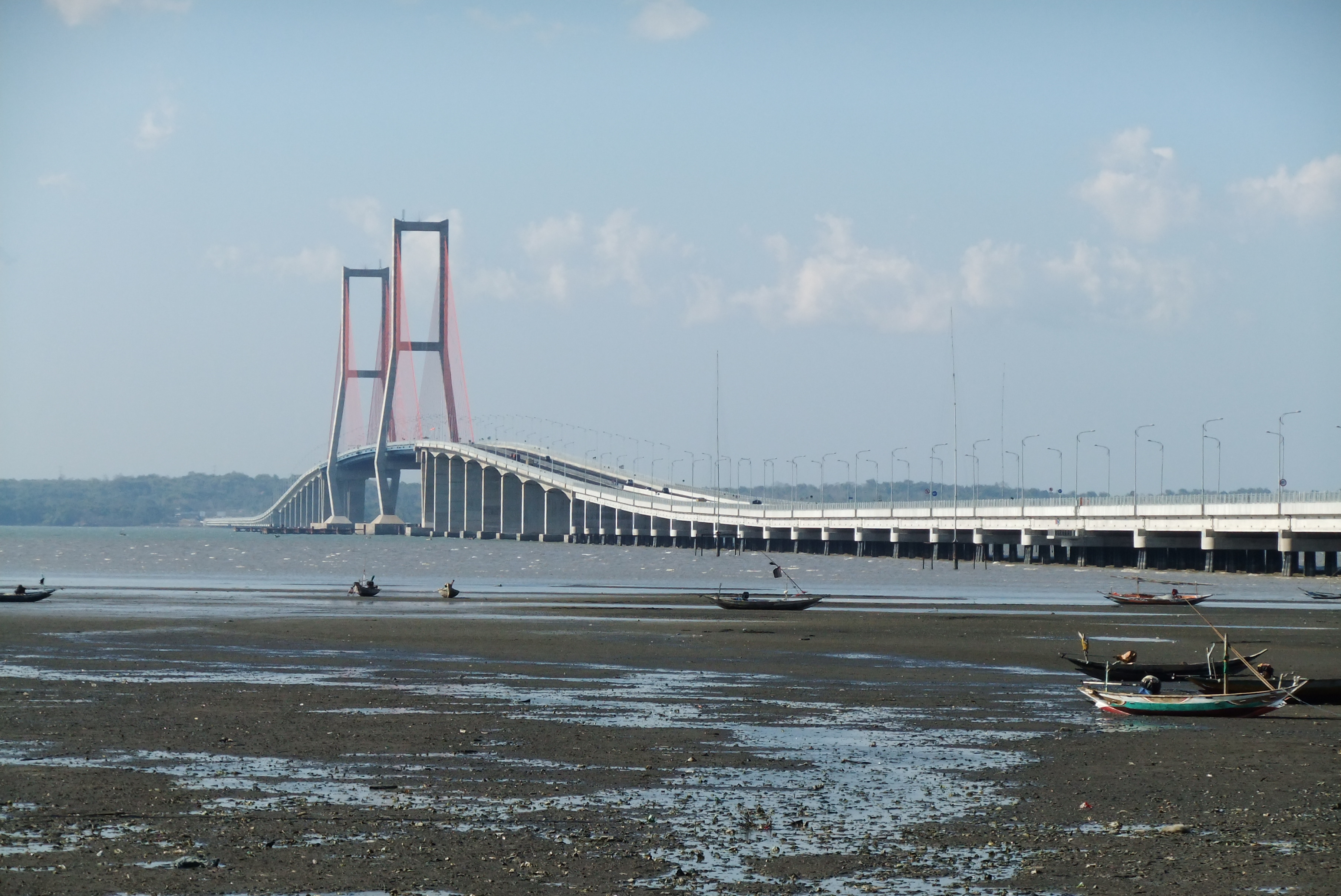
جسر سورامادو بين سورابايا ومادورا

التبغ من بين أهم ما تصدره الجزيرة، حيث أن زراعة التبغ تعتبر مصدراً (رئيسياً في مادوريون الجزيرةمادرين). وبسبب كون تربة مادورا لا تساعد على زراعة المحاصيل الزراعية الغذائية، فقد تم استغلالها لإنتاج التبغ والقرنفل لأجل صناعة سجائر القرنفل (مدورسين) المحلية.
كما تعتبر الجزيرة كمنتج ومصدر رئيسي من الملح منذ عهد الاستعمار الهولندي.
منطقة بانغكالان -غرب الجزيرة- تم تحويلها إلى منطقة صناعية بارزة منذ ثمانيات القرن العشرين. ويمكن الوصول لهذه المنطقة بعد رحلة قصيرة بعبارة من سورابايا، ثاني أكبر مدينة في إندونيسيا، وبالتالي صارت محطة استراحة للمسافرين إلى سورابايا، وكموقع للصناعة والخدمات التي تحتاجها المدينةالمادورا.
في عام 2009 افتتح جسر سورامادو بين سورابايا ومادورا، ومن المتوقع زيادة تأثير بانغكالان على اقتصاد المنطقة.

## يااول يا اخر

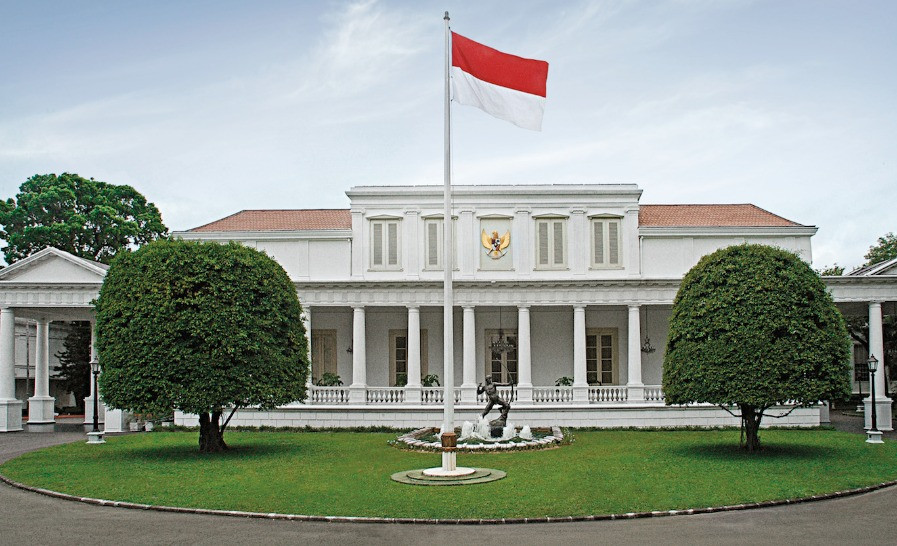
سباق الثيران في الجزائر في مادورا

مادورا تشتهر بسباق الثيران، حيث أن الفارس، وعادة ما يكون صبياً صغيراً، يركب زلاجة خشبية بسيطة يجرها زوج من الثيران عبر مسار حوالي 100 متر في 10-15 ثانية. تنضم عدة بلدات في الجزيرة السباقات في شهري آب وأيلول من كل عام، ثم يقام النهائي الكبير في باميكاسان في أواخر أيلول أو  الأول.يا بطين 

### الموسيقى والمسرح
توجد أشكال شعبية عدة من الموسيقى والمسرح في مادورا، ولا سيما بين الفقراء الذين تقدم لهم نماذج غير مكلفة من وسائل الترفيه وبناء المجتمع.
مسرح توبنغ (topeng)، الذي ينطوي على أداء مقنعين لقصص قديمة مثل رامايانا ومهابهاراتا، هي فن الأداء في مادورا مشهور خارج الجزيرة، نظرا لدوره كنموذج ممثل لفن مادورا في المحافل الإقليمية والثقافات من جميع أنحاء إندونيسيا. ومع ذلك، فإنه من العروض نادرة في مادورا، وتقتصر عادة على الترفيه في المناسبات الرسمية الكبيرة.
مسرح لودروك أقل أهمية من حيث الأداء، حيث أن الممثلين لا يرتدون أقنعة لكنهم يمثلون مجموعة واسعة من المواضيع، وهو أكثر شعبية في الجزيرة.

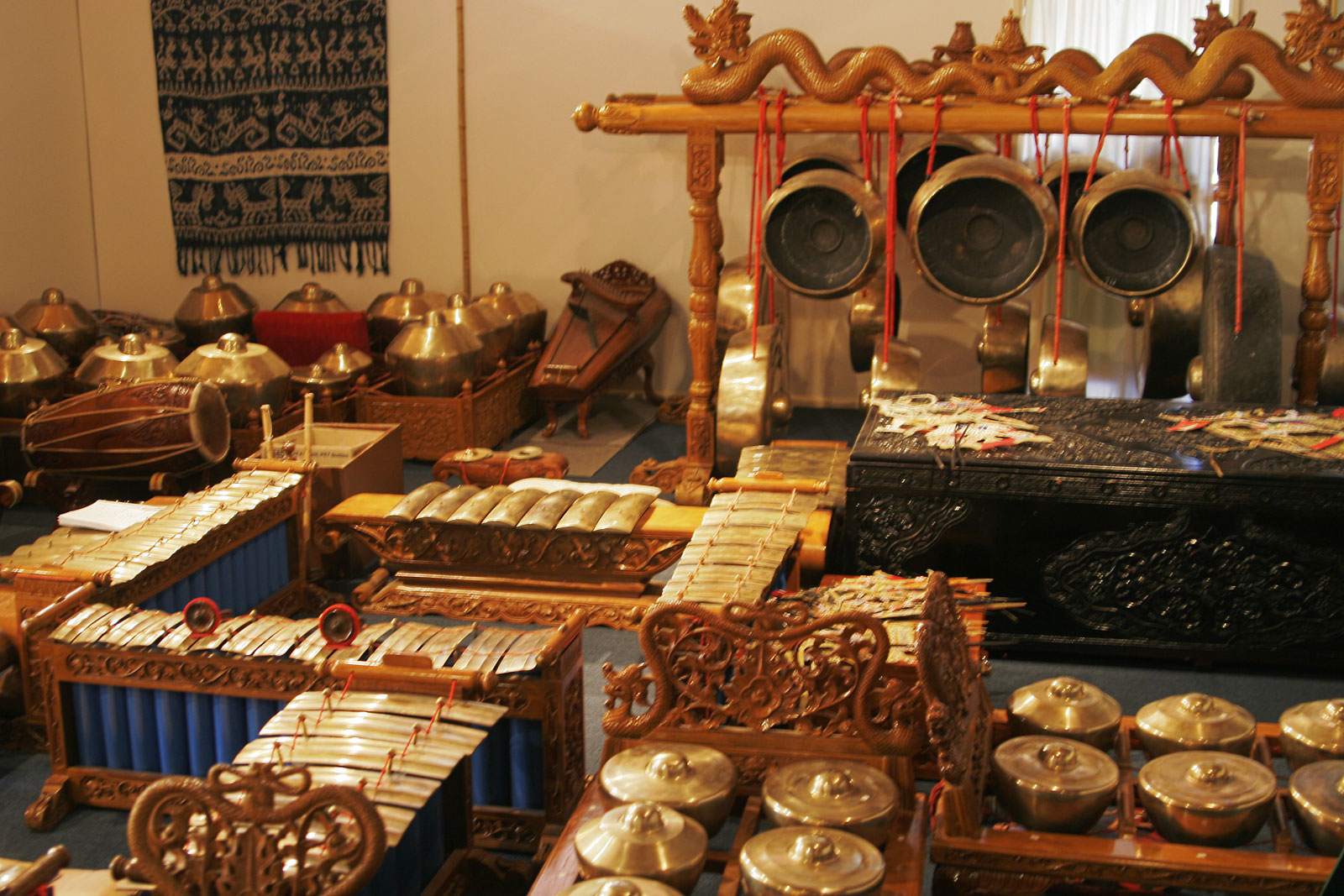
آلة غاميلان الموسيقية التقليدية الشعبية في إندونيسيا

آلة غاميلان المعروفة كآلة موسيقية جاوية كلاسيكية، يعزف عليها أيضاً في مادورا، حيث العديد من القصور الملكية القديمة في بانغكالان وسومينيب.
كما تعزف موسيقى التونغتونغ الحصرية في مادورا، على طبول خشبية أو خيزرانية، وغالبا ما تعرف في مسابقات الثيران.

### السفن
المادوريون بحارون ممتازون. سفن مادورا تنقل شحنات من الأخشاب من الجزر الأخرى، مثل جزيرة بورنيو، وتستخدم لتجارتهم بين الاندونيسيا وسنغافورة. ومن بين السفن التقليدية الجديرة بالذكر في مادورا: غوليكان (golekan) وليتي-ليتي (leteh - leteh).

## وصلات خارجية
- معلومات حول الجزر
- معلومات أخرى